# Мечеть Кароля I
Велика мечеть Констанци (рум. Marea Moschee din Constanța), початково відома як Мечеть Кароля I (рум. Moscheea Carol I) — мечеть в Констанці, Румунія.
Входить до переліку пам'яток історії Національного інституту історичних пам'яток Румунії.
У мусульманській громаді Констанци мечеть відома як Королівська мечеть (рум. Geamia Regelui, тур. Kral camisi).

## Історія
Велика мечеть Констанци розташована на місці колишньої Мечеті Махмудія (Geamia Mahmudia), збудованої 1822 року Хафизом Хюссеїном Пашею й названою на честь османського султана Махмуда II. Будівництво Великої мечеті Констанци було доручено 1910 року королем Румунії Каролєм I. Спорудження розпочалось 24 червня 1910, перший наріжний камінь було закладено в присутності Спіру Харета, тогочасного міністра релігійних справ Румунії; Сефа Бея, тогочасного посла Османської імперії в Бухаресті, а також османського радника в Констанці. Проект було оплачено урядом Румунії й підприємцем Іоном Некулча, будівництво було завершено 1912 року.
Мечеть було офіційно відкрито Каролєм I 31 травня 1913. Упродовж церемонії султан Мехмед V вручив головному архітектору Віктору Штефенеску Орден Меджида. Король Кароль I також подарував Штефенеску годинник.

## Архітектура
Мечеть було збудовано в неоєгипетському та неовізантійському стилях, з елементами неороманської архітектури. Її дизайнер, Джордже Константинеску, змоделював мечеть за подобою Коньяської мечеті Азізіє в Анатолії (Туреччина). Віктор Штефенеску був головним архітектором проекту. Підрядники використовували цеглу та кам'яні матеріали для самої мечеті, та залізобетон для купола та мінарету. Мечеть стала першою спорудою в Румунії збудованою з залізобетону. Головний портал було сконструйовано з каміння з Добруджі, а двері внизу було зроблено з чорного мармуру інкрустованого бронзою. Внутрішні колони споруджено з мармуру з Кимпулунга.
Мінарет збудовано в неомавританському стилі, його висота сягає 47 м. Висота купола — 25 м, діаметр — 8 м.

## Галерея

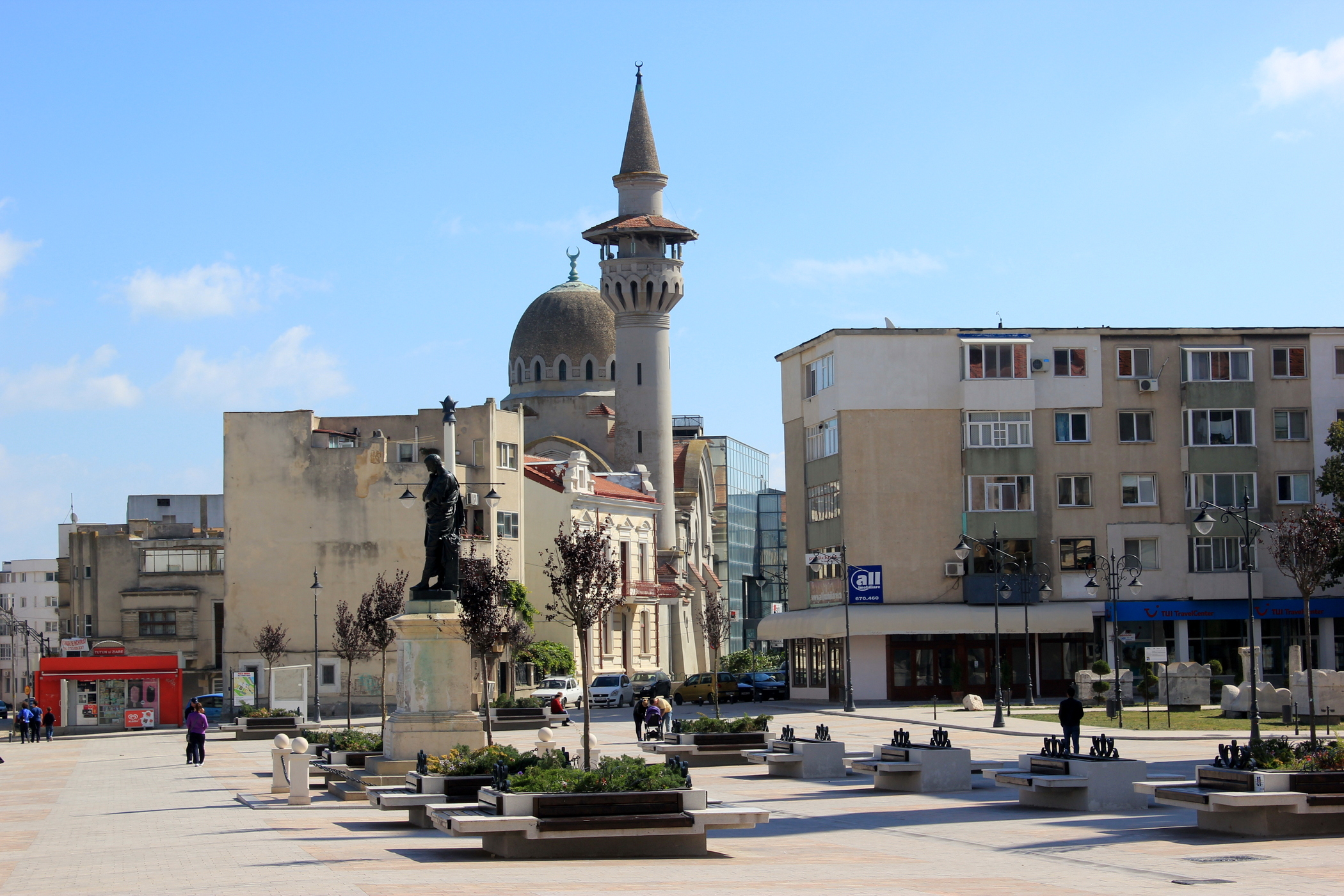
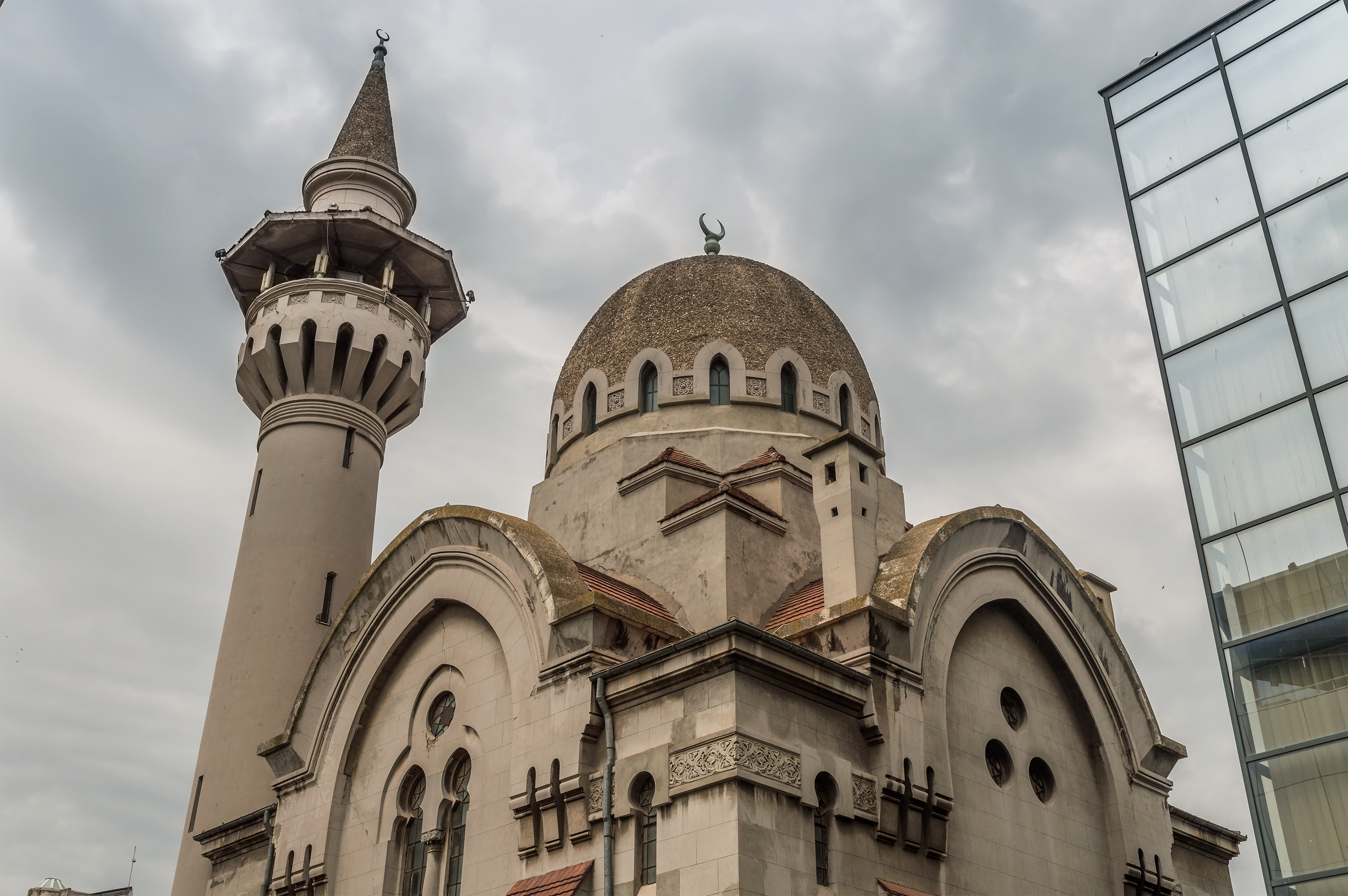
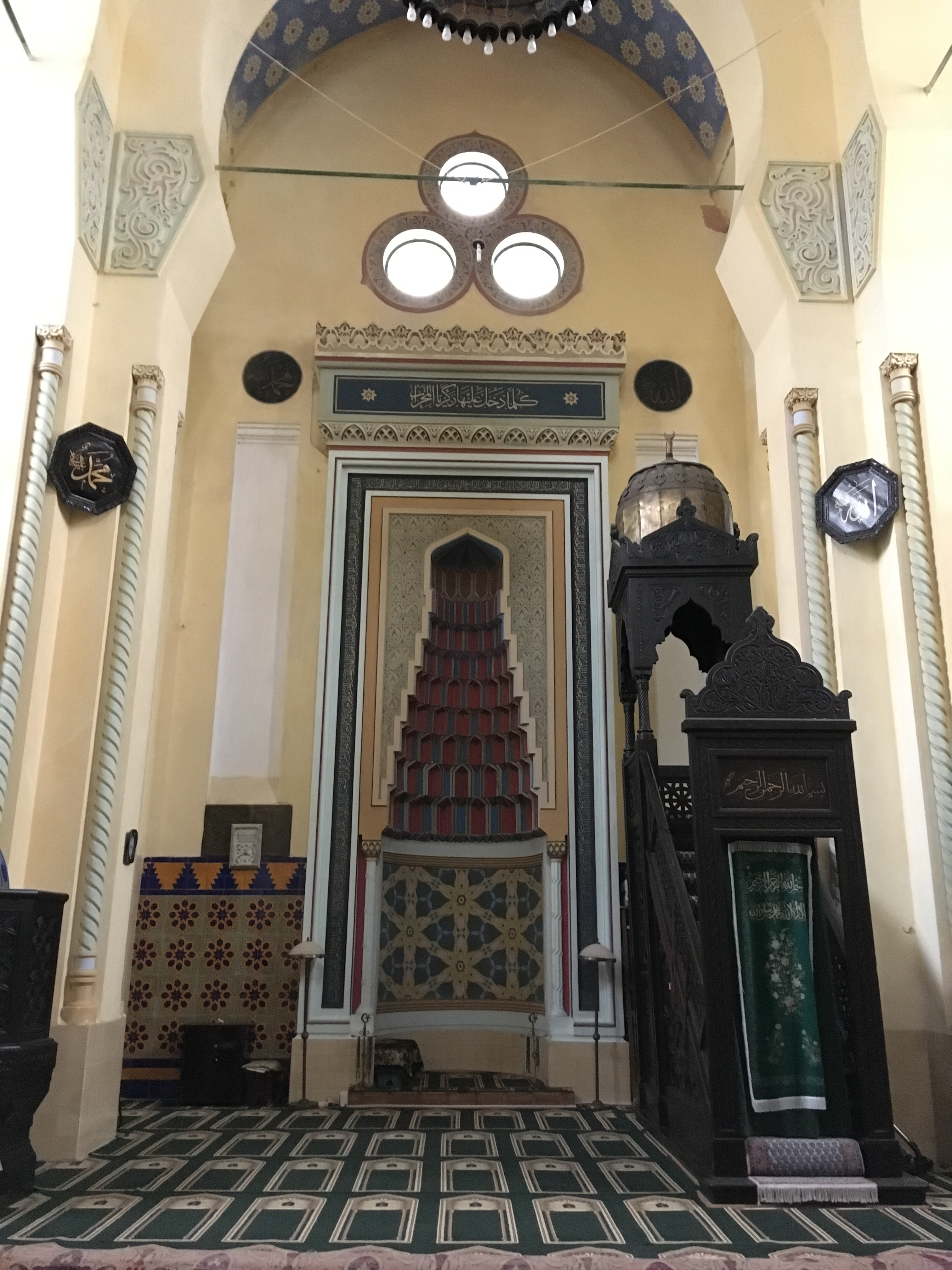
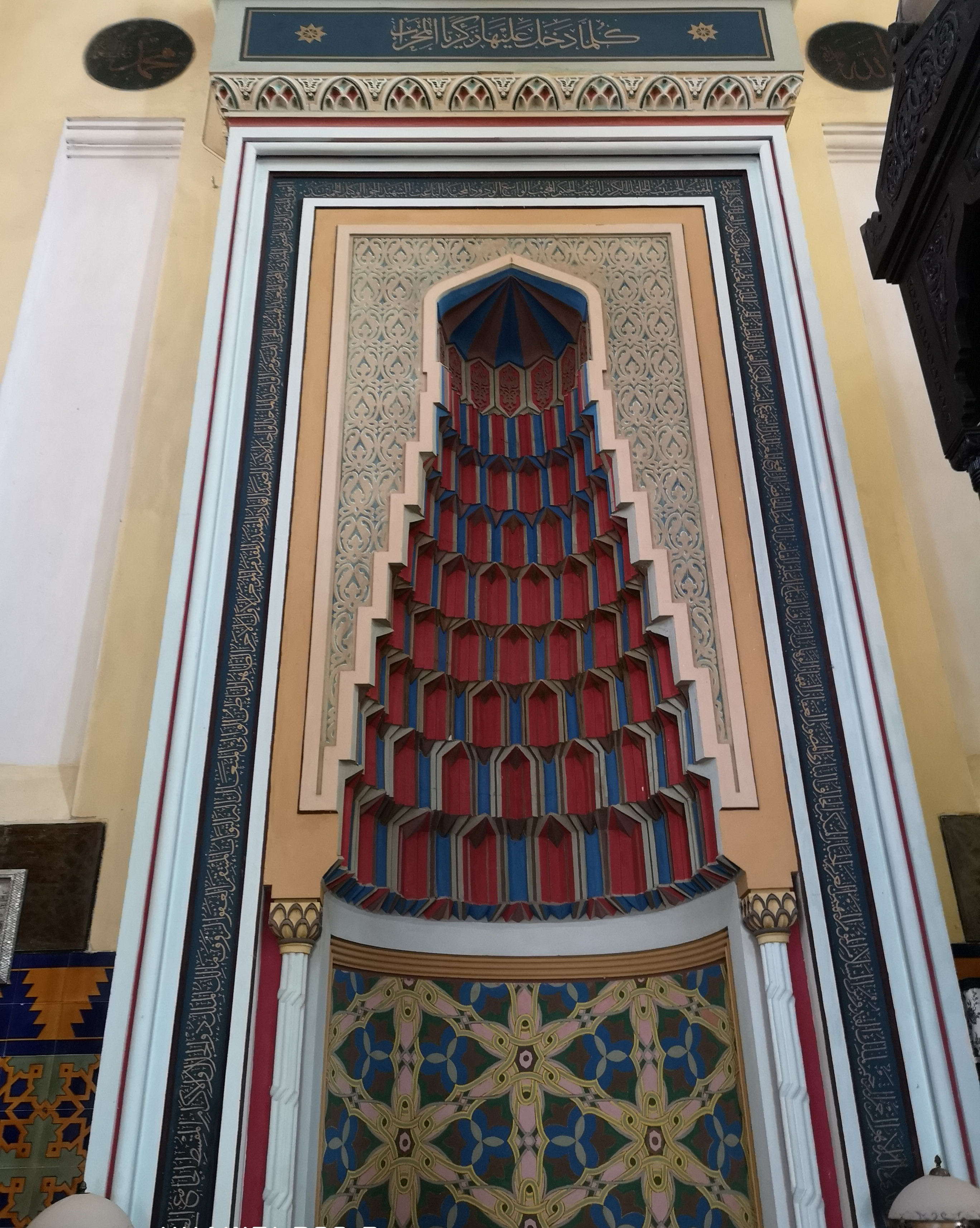